# Boryza
Boryza é um gênero de traça pertencente à família Arctiidae.